# 主權二號2019冠狀病毒病疫苗
主權二號2019冠狀病毒病疫苗（西班牙語：Soberana 02；研製代號：FINLAY-FR-2），為古巴首款開始研發的2019冠狀病毒病疫苗，現正同時進行臨床研究及投入緊急應用，由古巴生技製藥工業集團轄下「芬萊疫苗研究所」研製。此疫苗與古巴另外數款研發中的同類疫苗類似，均為亞單位疫苗。

## 採用技術
「主權二號」疫苗內含SARS-CoV-2病毒的外殼刺突蛋白受體結合部分，並通過以下工序製造：首先，用作培殖用的CHO細胞會受感染，並產生出所需的刺突蛋白。隨後，該等蛋白會被收集，並與破傷風類毒素連繫。

## 研發歷史
為遏止2019冠狀病毒病古巴疫情，該國各科研單位於2020年內，陸續自行研製相應疫苗。當中，芬萊研究所的研發計劃，包括2種候選疫苗：FINLAY-FR-1（主權一號）和FINLAY-FR-2（主權二號）。兩者雖然同樣採用蛋白質亞基技術，惟配方有所不同，當中「主權二號」為結合型疫苗。
至同年10月，兩種疫苗正式開展第一期臨床研究，當中「主權二號」疫苗的測試共有40人參與。最後，僅此疫苗通過測試，成為古巴首款開始研製的同類疫苗，而「主權一號」則被棄用。
2021年1月，「主權二號」疫苗開展第二期臨床研究，而志願者人數擴大至1000人（其中100人為第2A期，另外900人參與第2B期）。在此階段的測試，伊朗巴斯德研究所亦有份負責監督。
2021年3月，此疫苗獲准在古巴進行第三期臨床研究，並藉此決定接種程序所需疫苗劑數。除了在首都夏灣拿招募的約1,000人外，芬萊研究所同時亦在古巴其他地區招募更多志願者，以提升第三期測試的代表性。
同月13日，芬萊研究所所屬的古巴生技製藥工業集團，宣佈將與巴斯德研究所合作，提供100,000劑「主權二號」疫苗予伊朗作第三期測試之用。隨後，伊朗當局於同年4月26日批准在該國進行此疫苗的測試。
除了古巴及伊朗，墨西哥亦曾表示有意參與此疫苗的第三期測試，但其後不了了之。
2021年6月20日，「主權二號」在古巴的第三期研究中期結果公佈，指出此疫苗接種第二劑後有效率為62%，但尚未於期刊刊登詳細結果。至於接種第三劑後的效用，將於同年7月內公佈。
同年6月尾，「主權二號」的第三期測試擴展至12-18歲青少年，並於稍後擴展至11歲或以下兒童。
同年7月8日，「主權二號」注射三劑後的最終研究結果公佈，其保護率可達91.2%。然而，有關結果尚未於期刊刊登。

## 生產及應用

### 生產線
在疫苗研製初期，「主權二號」疫苗均於古巴生產。而按照伊朗與古巴訂定的疫苗合作協議，該國的巴斯德研究所已獲技術轉讓，以生產此疫苗，換取伊朗批准「主權二號」在當地進行測試及應用。

### 使用情況
按照原定的時間表，「主權二號」連同「阿布達拉」疫苗將於2021年6月，投入古巴2019冠狀病毒病疫苗接種計劃。鑑於疫情嚴峻，當局最後提早一個月批准此等疫苗投入應用，並於同月12日起開始為民眾接種。此前，該國75,000名醫護人員已於同年4月11日起，率先接種此等疫苗。
而在古巴以外，包括阿根廷、委內瑞拉、越南、巴基斯坦、印度、非洲聯盟、迦納
、牙買加及蘇里南等國家或國際合作組織，均有意向採購此疫苗，甚至參與代工生產。
而在2021年6月29日，伊朗當局正式批准「主權二號」在該國緊急應用。至同年8月20日，「主權二號」亦在投入接種三個多月後，得到古巴藥監部門批出緊急應用許可。
2021年10月2日，尼加拉瓜當局同時批准古巴研製的兩款2019冠狀病毒病疫苗（即「主權二號」及「阿布達拉」），於當地投入緊急應用。

## 接種方式
此疫苗以肌肉注射方式，於上臂肌肉位置接種。與絕大多數2019冠狀病毒病疫苗不同，此疫苗需要接種三次，每劑相隔14日。